# Puig de Coma Ermada (Setcases)
El Puig, o Pic, de Coma Ermada és una muntanya de 2.496 metres que es troba entre el terme municipal de Setcases, a la comarca del Ripollès, i el terme comunal de Mentet, a la del Conflent, el segon de la Catalunya del Nord. És a prop de l'extrem sud del terme de Mentet, i al nord del de Setcases; és al sud-oest del Puig de la Llosa i de la Portella de Callau, al sud-oest del Pla de Coma Ermada.